# Arthur F. Burns
Arthur Frank Burns, född 27 april 1904 i Stanisławów, Galizien (numera Ivano-Frankivsk i Ukraina), död 6 juni 1987 i Baltimore, Maryland, var en amerikansk nationalekonom och diplomat. Han var ordförande för den amerikanska centralbanken Federal Reserve 1970–1978.
Burns tjänstgjorde som USA:s ambassadör i Västtyskland 1981–1985.